# Jerry Garcia
Jerome John Garcia, conhecido como Jerry Garcia  (San Francisco, 1 de agosto de 1942 - Lagunitas-Forest Knolls, 9 de agosto de 1995) foi guitarrista , vocalista e letrista da banda de rock psicodélico Grateful Dead. Foi considerado o 46º melhor guitarrista de todos os tempos pela revista norte-americana Rolling Stone.

## Biografia
Um dos fundadores e principal integrante da banda, Jerry Garcia dedicou-se ao Grateful Dead durante seus 35 anos de carreira (1960-1995). Ele também participou de diversos outros projetos paralelos, incluindo Saunders-Garcia Band (com o amigo de longa data Merl Saunders) e Jerry Garcia Band. Ele lançou alguns discos solo durante esse período, além de participar de diversos discos de outros artistas como músico de sessão. Ele era bastante conhecido por sua forma singular de tocar guitarra.
Contudo, Garcia começou tocando banjo e piano, passou para a posteriormente guitarra e eventualmente se tornou mestre em instrumentos de corda, apesar de seu dedo médio da mão direita ter sido amputado quando garoto. Garcia perdeu dois terços de seu dedo durante uma viagem de férias com sua família. Jerry estava ajudando seu irmão a cortar madeira, segurando as toras enquanto seu irmão cortava-as com um machado. Em um momento de descuido ele colocou o dedo no caminho do machado e o acidente aconteceu.
Jerry Garcia por vezes teve a saúde ameaçada por causa de seu peso instável, e, em 1986, entrou em um coma diabético que quase lhe custou a vida. Apesar de sua saúde ter melhorado após esses incidentes, ele também teve que lutar contra o vício em heroína e cocaína. Morreu em 1995 quando estava internado em um centro de reabilitação para dependentes químicos na Califórnia, vítima de um ataque cardíaco. Seu corpo foi cremado e parte de suas cinzas espalhadas no Rio Ganges na Índia e a outra parte por baixo da Ponte Golden Gate, Califórnia no Estados Unidos. Desde então virou uma figura muito respeitada na cultura musical americana.